# 5109 Robertmiller
5109 Robertmiller eller 1987 RM1 är en asteroid i huvudbältet som upptäcktes den 13 september 1987 av den belgiske astronomen Henri Debehogne vid La Silla-observatoriet. Den är uppkallad efter den amerikanska astronomen Robert J. Miller.
Asteroiden har en diameter på ungefär 4 kilometer.